# Нацудомари (полуостров)
Нацудомари (яп. 夏泊半島 Нацудомари-ханто:) — полуостров в Японии, на севере Хонсю, в центральной части префектуры Аомори. Полуостров вдаётся в южное побережье залива Муцу, разделяя его на залив Аомори на западе и бухту Нохедзи на востоке. Северная оконечность полуострова — мыс Нацудомари (Нацутомари), который мостом соединён с лежащим севернее островом Осима (大島). Наисысшая точка Нацудомари — гора Мидзугасава (水ヶ沢山), высотой 323 метра.